# Grand Prix Stanów Zjednoczonych 1978
Grand Prix Stanów Zjednoczonych 1978 (oryg. Toyota United States Grand Prix) – 15. runda Mistrzostw Świata Formuły 1 w sezonie 1978, która odbyła się 1 października 1978, po raz 18. na torze Watkins Glen.
Było to 21. Grand Prix Stanów Zjednoczonych i jednocześnie 20. zaliczane do Mistrzostw Świata Formuły 1.

## Wyścig

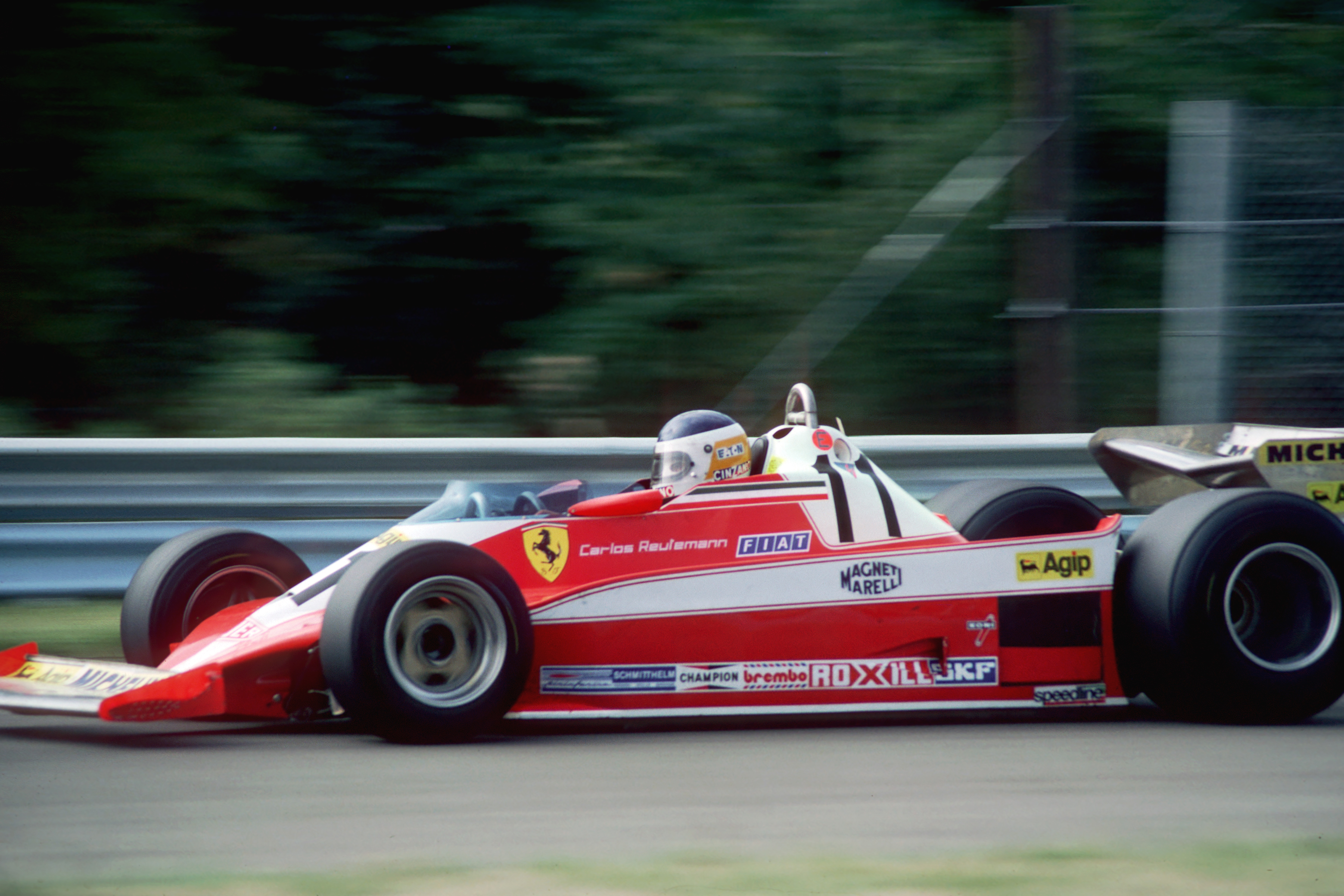
Carlos Reutemann podczas wyścigu

| Legenda oznaczeń w tabelach wyników Wyświetl szablon na nowej stronie | Legenda oznaczeń w tabelach wyników Wyświetl szablon na nowej stronie                                                                     |
| Oznaczenie                                                            | Wyjaśnienie |
| --------------------------------------------------------------------- | --- |
| Złoty                                                                 | Zwycięzca lub mistrzostwo |
| Srebrny                                                               | 2. miejsce lub wicemistrzostwo |
| Brązowy                                                               | 3. miejsce lub II wicemistrzostwo |
| Zielony                                                               | Ukończył, punktował (w klasyfikacji generalnej, gdy zdobył co najmniej jeden punkt na przestrzeni sezonu, poza trzema powyższymi opcjami) |
| Niebieski                                                             | Ukończył, nie punktował (w klasyfikacji generalnej, gdy nie zdobył co najmniej jednego punktu na przestrzeni sezonu)                      |
| Czerwony                                                              | Nie zakwalifikował się (NZ) |
| Czerwony                                                              | Nie prekwalifikował się (NPK) |
| Różowy                                                                | Nie ukończył (NU) |
| Różowy                                                                | Niesklasyfikowany (NS) (w klasyfikacji generalnej, gdy nie został sklasyfikowany w żadnym wyścigu sezonu)                                 |
| Czarny                                                                | Zdyskwalifikowany (DK) |
| Czarny                                                                | Wykluczony (WYK/EX) |
| Biały                                                                 | Nie wystartował (NW) |
| Biały                                                                 | Kontuzjowany (K/INJ) |
| Biały                                                                 | Wyścig odwołany (OD/C) |
| Bez koloru                                                            | Został wycofany (WYC/WD) |
| Bez koloru                                                            | Nie przybył (NP/DNA) |
| Bez koloru                                                            | Nie brał udziału w treningach (NT/DNP) |
| Bez koloru                                                            | Nie został zgłoszony (–) |
| Pogrubienie                                                           | Start z pole position |
| Kursywa                                                               | Najszybsze okrążenie wyścigu |
| †                                                                     | Nie ukończył, ale jego rezultat został zaliczony ze względu na przejechanie więcej niż 90% dystansu wyścigu.                              |
| *                                                                     | Sezon w trakcie |
| 1/2/3                                                                 | Punktowana pozycja w sprincie |
| Lista systemów punktacji Formuły 1                                    | |

| Poz | Nr                      | Kierowca              | konstruktor        | Okrążenie | Czas/Powód n.u             | Poz. start. | Punkty |
| --- | ----------------------- | --------------------- | ------------------ | --------- | -------------------------- | ----------- | ------ |
| 1   | 11                      | Carlos Reutemann      | Ferrari            | 59        | 1:40:48,800                | 2           | 9      |
| 2   | 27                      | Alan Jones            | Williams-Ford      | 59        | +0:19,739                  | 3           | 6      |
| 3   | 20                      | Jody Scheckter        | Wolf-Ford          | 59        | +0:45,701                  | 11          | 4      |
| 4   | 15                      | Jean-Pierre Jabouille | Renault            | 59        | +1:25.007                  | 9           | 3      |
| 5   | 14                      | Emerson Fittipaldi    | Fittipaldi-Ford    | 59        | +1:28,089                  | 13          | 2      |
| 6   | 8                       | Patrick Tambay        | McLaren-Ford       | 59        | +1:50,210                  | 18          | 1      |
| 7   | 7                       | James Hunt            | McLaren-Ford       | 58        | +1 okr.                    | 6           |        |
| 8   | 22                      | Derek Daly            | Ensign-Ford        | 58        | +1 okr.                    | 19          |        |
| 9   | 31                      | René Arnoux           | Surtees-Ford       | 58        | +1 okr.                    | 21          |        |
| 10  | 3                       | Didier Pironi         | Tyrrell-Ford       | 58        | +1 okr.                    | 16          |        |
| 11  | 26                      | Jacques Laffite       | Ligier-Matra       | 58        | +1 okr.                    | 10          |        |
| 12  | 21                      | Bobby Rahal           | Wolf-Ford          | 58        | +1 okr.                    | 20          |        |
| 13  | 23                      | Brett Lunger          | Ensign-Ford        | 58        | +1 okr.                    | 24          |        |
| 14  | 17                      | Clay Regazzoni        | Shadow-Ford        | 56        | +3 okr.                    | 17          |        |
| 15  | 55                      | Jean-Pierre Jarier    | Lotus-Ford         | 55        | brak paliwa                | 8           |        |
| 16  | 36                      | Rolf Stommelen        | Arrows-Ford        | 54        | +5 okr.                    | 22          |        |
|     | Niesklasyfikowani       |                       |                    |           |                            |             |        |
| NU  | 37                      | Arturo Merzario       | Merzario-Ford      | 46        | skrzynia biegów            | 26          |        |
| NU  | 9                       | Michael Bleekemolen   | ATS-Ford           | 43        | wyciek oleju               | 25          |        |
| NU  | 1                       | Niki Lauda            | Brabham-Alfa Romeo | 28        | silnik                     | 5           |        |
| NU  | 5                       | Mario Andretti        | Lotus-Ford         | 27        | silnik                     | 1           |        |
| NU  | 2                       | John Watson           | Brabham-Alfa Romeo | 25        | silnik                     | 7           |        |
| NU  | 4                       | Patrick Depailler     | Tyrrell-Ford       | 23        | koło                       | 12          |        |
| NU  | 12                      | Gilles Villeneuve     | Ferrari            | 22        | silnik                     | 4           |        |
| NU  | 10                      | Keke Rosberg          | ATS-Ford           | 21        | układ przeniesienia napędu | 15          |        |
| NU  | 16                      | Hans Joachim Stuck    | Shadow-Ford        | 1         | układ paliwowy             | 14          |        |
| NU  | 25                      | Hector Rebaque        | Lotus-Ford         | 0         | sprzęgło                   | 23          |        |
|     | Nie zakwalifikowali się |                       |                    |           |                            |             |        |
| NZ  | 19                      | Beppe Gabbiani        | Surtees-Ford       |           |                            |             |        |